# Openbare speeltuin nr. 2
De Openbare speeltuin nr. 2 was een open terrein aan de Marnixstraat en het Marnixplein in Amsterdam. Het heeft bestaan van 1881 tot 1953.
In 1874 was de wet op de kinderarbeid aangenomen. Daar er nog geen leerplicht was kwamen de kinderen overdag op straat te zwerven en daar moest vanwege dreigend vandalisme wat aan gedaan worden. Door het aanleggen van openbare speelplaatsen kon het "het ellendige dobbelen op straat en andere ongezonde en onbeschaafde straatvermaken" een halt worden toegeroepen.
Op initiatief van Nicolaas Tetterode, directeur-eigenaar van N.V. Lettergieterij Amsterdam aan de Bloemgracht werden die speelplaatsen aangelegd. Tetterode was een drijvende kracht achter de Vereeniging tot Veredeling van het Volksvermaak. De eerste speeltuin op het Tweede Weteringplantsoen, die in 1880 was opengegaan, was zo’n succes, dat al na enkele maanden besloten werd een tweede te beginnen, op een gemeenteterrein ‘buiten de Zaagpoort’. Deze speelplaats was bestemd voor de Jordaankinderen. Geld werd onder andere bijeengebracht door filantropische ondernemers.

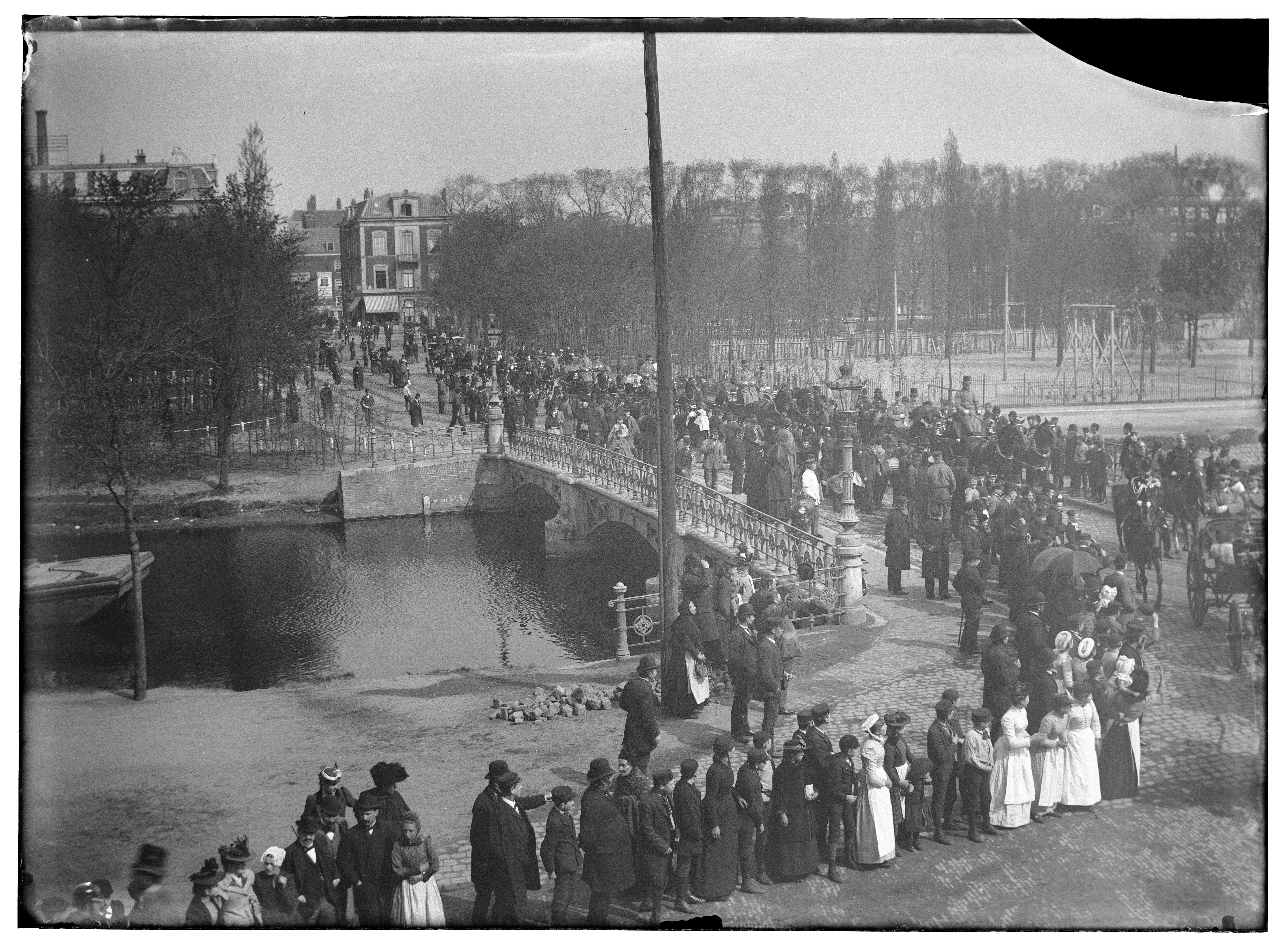
Rechts de Openbare speeltuin nr. 1 aan het Weteringplantsoen in 1892

Deze tweede speeltuin van Amsterdam werd op woensdag 24 augustus 1881 geopend door de heer M. Brandt Corstius van de Vereeniging tot Veredeling van het Volksvermaak. Ze was geopend voor jongens en meisjes van zeven tot twaalf jaar, van mei tot en met september, tussen vijf uur 's middags en acht uur 's avonds. In 1884 kwamen er gemiddeld 1400 bezoekers per speeldag. Een van de jonge bezoekers was de latere schrijver/onderwijzer Theo Thijssen. De speeltuin bleef ondanks herhaaldelijke financiële problemen, vele decennia in gebruik, totdat in 1953 werd besloten om op deze plek een gemeentelijke was- bad- en zweminrichting te bouwen, dat later zou uitgroeien tot het Marnixbad. Het noordelijk nog onbebouwde deel van de voormalige speelplaats werd in de jaren zestig en het begin van de jaren zeventig nog wel gebruikt als rolschaatsbaan. In 1974 moest ook de rolschaatsbaan wijken voor de aanleg van het dan nieuw 25-meterbad.
Het idee van (openbare) speeltuinen werd in 1898 verder uitgebreid door Uilke Jans Klaren met zijn speeltuinvereniging.